# 民主党行政改革調査会
民主党行政改革調査会（みんしゅとうぎょうせいかいかくちょうさかい）は、民主党に置かれていた調査会のひとつである。

## 概要
独立行政法人改革、特別会計改革、公益法人改革、行政の減量効率化など、行政改革・行政刷新に関連する政策の見直しをするため設置された。

## 歴代会長
- 岡田克也（2011年12月 - 2012年1月）
- 中川正春（2012年1月 - 2012年2月）
- 中野寛成（2012年2月 - 2012年12月）